# Nashik (stad)
Nashik, ook wel Nasik is een grote stad in de Indiase deelstaat Maharashtra op ongeveer 180 kilometer afstand van Mumbai. Door de stad loopt de rivier Godavari. De stad is historisch gezien vooral belangrijk als religieus centrum, de stad is een van de heiligste plaatsen voor hindoes. Nashik is gelegen in het gelijknamige district Nashik en er wonen 1.076.967 mensen (2001).

## Bekende inwoners van Nashik

### Geboren
- Lalita Pawar (1916-1998), actrice

### Overleden
- Dadasaheb Phalke (1870-1944), filmmaker